# ヘンリー・ディーン (技術者)

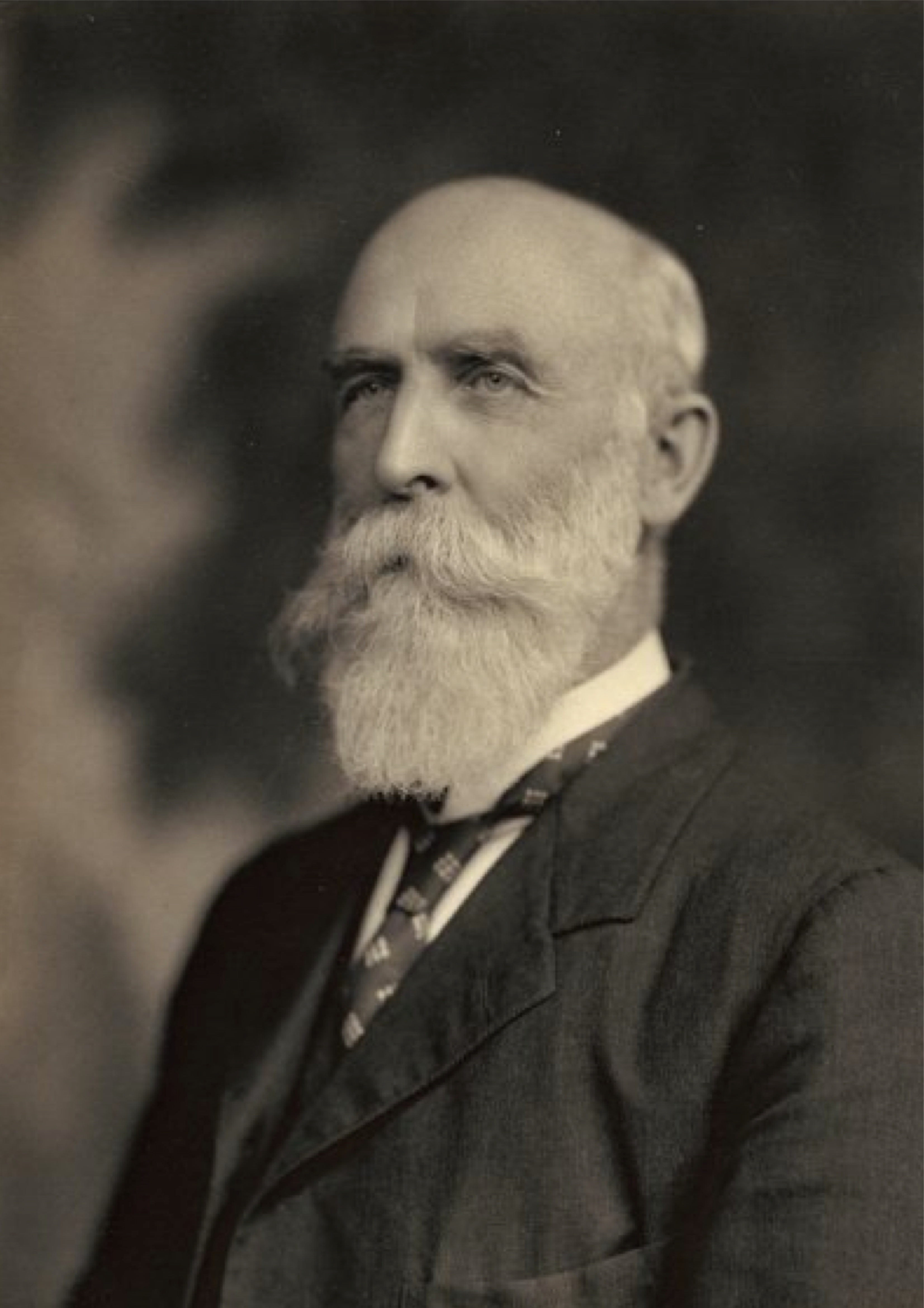
ヘンリー・ディーン

ヘンリー・ディーン（Henry Deane、1847年3月26日 - 1924年3月12日）は、イギリス生まれでオーストラリアで働いた鉄道技術者である。シドニーの路面電車のシステムや、ニューサウスウェールズ州のWolgan Valley Railwayやトランス・オーストラリア鉄道の建設で知られる。

## 略歴
ロンドンのクランプトン・コモンで、化学者でロンドン・リンネ協会のフェローであった同名の父親のもとに生まれた。1852年にアイルランドのゴールウェイのオーウェン・カレッジ（現在のアイルランド国立大学ゴールウェイ校）に入学し、1865年に数学と自然科学の学位（B.A）を得た。2年間、キングズ・カレッジ・ロンドンで工学を学び、工学士の資格を得た。
2年間、蒸気機関の技術者、ジョン・ファウラー（John Fowler）の事務所で働いた後、1869年から鉄道建設会社、ワーリング・ブラザース（Waring Brothers）のハンガリー鉄道建設の仕事に1871年まで従事した。その後ハンガリーの船舶会社で造船の技術者として働き、1875年にイギリスに戻り、建設業や測量技師として働いた。1879年にフィリピンに渡り精糖業で働き、一旦イギリスに戻った後1879年末にはオーストラリアに渡った。オーストラリアでは多くの鉄道の建設にかかわり、各国の軽便鉄道を視察し、エンジニアとしてシドニーの路面電車のシステムや低コスト化のための標準作成などに指導的役割を果たした。
土木工学会（Institution of Civil Engineers）やいくつかのオーストラリアの学会の会員を務め、ニューサウスウェールズ王立協会の会長を2度務めた。 ニューサウスウェールズ・リンネ協会の会長も2年間務めた。
シドニー大学の農学、森林学の講師、ジョセフ・メイデンとともに、オーストラリアの天然木材に関する一連の論文を発表し、林学や植物にかんする著作を行った。化石植物の研究でも評価を受けている。
フトモモ科の植物の種、Eucalyptus deaneiに献名されている.。